# Springhead Motorshark
Springhead Motorshark è il quarto album dei Britny Fox, uscito il 29 luglio 2003 per l'etichetta Spitfire Records.

## Tracce
1. Pain (Paris, Smith)
2. Freaktown (Paris, Smith)
3. T. L. U. C. (For You) (Paris, Smith)
4. L A (Paris)
5. Springhead Motorshark (Paris, Smith)
6. Is It Real? (Smith)
7. Coup D'etat (Smith)
8. Far Enough (Childs, Paris)
9. Lonely Ones (Paris)
10. Memorial (Childs, Paris)
11. Sri Lanka (Childs, Paris)

## Video Live Bonus
1. Closer to Your Love
2. Long Way to Love
3. Dream On

## Formazione
- Tommy Paris: Voce, Chitarra
- Michael Kelly Smith: Chitarra
- Billy Childs: Basso
- Johnny Dee: Batteria